# Viaweb
Viaweb era una empresa que propocionaba software y herramientas de informes para construir y hacer funcionar sitios de comercio electrónico en la Web. Su producto de comercio electrónico se implementó inicialmente en lenguaje Common Lisp.

## Historia
La empresa fue fundada por Paul Graham y Robert Tappan Morris en 1995. Fue adquirida en el verano de 1998 por Yahoo!, mediante un intercambio de acciones equivalente a unos 49 millones de dólares. En Yahoo!, el producto se denominó Yahoo! Store.